# Polystichum crinulosum
Polystichum crinulosum là một loài dương xỉ thuộc họ Dryopteridaceae. Loài này được Nicaise Augustin Desvaux mô tả khoa học đầu tiên năm 1827.